# Sixten Nyström
Bror Sixten Nyström, född 23 september 1911 i Karlskrona, död 16 augusti 1984 i Malmö Sankt Petri församling, Malmö, var en svensk tecknare och författare.
Nyström var som konstnär autodidakt. Han medverkade i utställningar arrangerade av Skånes konstförening. Som illustratör medverkade han i Söndagsnisse-Strix. Hans konst består av karikatyrer utförda i tusch eller akvarell. Han utgav skälmromanen Missionärer i affären 1951 där Gunnar Lorentz skrev förordet. Sixten Nyström är begravd på Östra kyrkogården i Malmö.